# Раса хищников
Раса хищников (пол. Rasa drapieżców) — сборник фельетонов Станислава Лема, публиковавшихся с 2004 по 2006 годах в польском католическом журнале «Tygodnik Powszechny» («Универсальный еженедельник») в постоянной рубрике «Мир по Лему» («Świat według Lema»). Является продолжением сборников фельетонов для того же журнала «Lube czasy» (1995), «Dziury w całym» (1997), «Krótkie zwarcia» (2004). Составитель и редактор – Томаш Фиалковский.
В них писатель затрагивает такие темы как война в Ираке, «оранжевая революция» на Украине, выборы в Германии и Польше, стихийные бедствия… Обзор современной литературы, науки, культуры. Анализ проблем современности, исторические аллюзии и прогнозы на будущее…